# Harry Bergvall
Harry Bergvall, född 1 mars 1884 i Västerfärnebo, Västmanlands län, död 31 augusti 1976 i Hedvig Eleonora församling, Stockholm, var en svensk skådespelare och teaterdirektör. Han var bror till Erik Bergvall och Sven Bergvall.
Bergvall genomgick folkskola samt Uppsala Läroverk 1890–1897, företog ett tiotal studieresor till Tyskland, Frankrike, Danmark, Norge och Finland 1908–1939. 
Han studerade vid Dramatens elevskola 1901–1902 och var därefter anställd hos Hjalmar Selander 1902–1905, Albert Ranft 1906–1907 och 1908–1911, vid Folkan 1907–1908 och vid Dramaten 1911–1913. Därefter ägnade han sig främst åt turnéverksamhet, främst i Sverige men uppträdde även i Oslo och Köpenhamn. Åren 1931–1932 var han ekonomichef för Gösta Ekmans stockholmsscener. Sommaren 1918 ledde han Bellmansspelen på Stockholms stadion.
Han var även verksam i filmbranschen, och medverkade i ett flertal filmer. Bland annat medverkade han i filmen Havets melodi, under Mauritz Stiller, Ivan Hedqvist, Victor Sjöström med flera.[källa behövs]
Bergvall var verksam som teaterledare, regissör och skådespelare. Medlem av Svenska Teaterförbundet, T.S.O., Par Bricole, styrelseledamot i Södertörns Frivilliga Motorbåtsflottilj.[källa behövs]
Han var gift med Ingeborg Lovisa Ekberg. Barn: Sigrid Louise (1924) och Bengt Harry (1925). Harry Bergvall är gravsatt i minneslunden på Skogskyrkogården i Stockholm.

## Filmografi
- 1913 – På livets ödesvägar
- 1920 – Gyurkovicsarna
- 1924 – Den förgyllda lergöken
- 1934 – Havets melodi

## Teater

### Roller (ej komplett)
| År   | Roll                   | Produktion                                                            | Regi            | Teater            |
| ---- | ---------------------- | --------------------------------------------------------------------- | --------------- | ----------------- |
| 1911 | Ole Eilertsen, sjöman  | Äkta makar (Kjærlighed og venskab) Peter Egge                         | Mauritz Stiller | Lilla teatern     |
| 1911 |                        | Näckens dotter (Die Loreley) Joseph Dachs                             |                 | Lilla teatern     |
| 1914 | En uppassare           | Den fule Ferante (Il brutto e le belle) Sabatino Lopez                | Emil Grandinson | Intima teatern    |
| 1914 | Sten                   | Karlavagnen Tor Hedberg                                               | Einar Fröberg   | Intima teatern    |
| 1914 | Guen                   | Undervattensbåten Svalan (LʼHirondelle) A Moureaux och J Perard       | Einar Fröberg   | Intima teatern    |
| 1915 | Isidor                 | Attentatet (Narrentanz) Leo Birinski                                  | Emil Grandinson | Intima teatern    |
| 1915 |                        | Den politiske kannstöparen (Den politiske kandestøber) Ludvig Holberg | Einar Fröberg   | Intima teatern    |
| 1915 | Koch                   | Spader knekt (Kümmelblättchen) Hans Overweg                           | Einar Fröberg   | Intima teatern    |
| 1917 | von der Lycke Sperling | Stövlett-Kathrine (Støvlet - Kathrine) Dikken von der Lyhe Zernichow  | Einar Fröberg   | Intima teatern    |
| 1925 |                        | Madame Flirt X-tian                                                   | Harry Bergvall  | Lilla Folkteatern |
| 1931 | Prästen                | Anständighetens vällust (Il piacere dell’onestà) Luigi Pirandello     | Anders de Wahl  | turné             |

### Regi
| År   | Produktion   | Upphovsmän | Teater            |
| ---- | ------------ | ---------- | ----------------- |
| 1925 | Madame Flirt | X-tian     | Lilla Folkteatern |

### Fotnoter
1. ↑  ”Harry Bergvall”. Svensk Filmdatabas. http://sfi.se/sv/svensk-filmdatabas/Item/?type=PERSON&itemid=57623&ref=%2ftemplates%2fSwedishFilmSearchResult.aspx%3fid%3d1225%26epslanguage%3dsv%26searchword%3dHarry+Bergvall%26type%3dPerson%26match%3dBegin%26page%3d1%26prom%3dFalse. Läst 14 oktober 2012.
2. ↑  Svensk uppslagsbok, 2:a upplagan, 1947 Arkiverad 9 november 2014 hämtat från the Wayback Machine.
3. ↑  ”Harry Bergvall”. IMDb.com. http://www.imdb.com/name/nm0075148/. Läst 14 oktober 2012.
4. ↑  SvenskaGravar
5. ↑  ”Lilla teatern gör en god debut”. Dagens Nyheter:  s. 1. 16 februari. http://arkivet.dn.se/tidning/1911-02-16/14647/1. Läst 6 mars 2017.
6. ↑  Bo Bergman (27 februari). ”Teater, konst, litteratur”. Dagens Nyheter:  s. 5. http://arkivet.dn.se/tidning/1911-02-27/14658/5. Läst 6 mars 2017.
7. ↑  ”Den fule Ferante”. Musikverket. http://calmview.musikverk.se/CalmView/Record.aspx?src=CalmView.Performance&id=PERF29369&pos=55. Läst 14 maj 2016.
8. ↑  ”Karlavagnen”. Musikverket. http://calmview.musikverk.se/CalmView/Record.aspx?src=CalmView.Performance&id=PERF26949&pos=45. Läst 13 maj 2016.
9. ↑  ”Undervattensbåten Svalan”. Musikverket. http://calmview.musikverk.se/CalmView/Record.aspx?src=CalmView.Performance&id=PERF29371&pos=57. Läst 14 maj 2016.
10. ↑  ”Attentatet”. Musikverket. http://calmview.musikverk.se/CalmView/Record.aspx?src=CalmView.Performance&id=PERF29374&pos=59. Läst 14 maj 2016.
11. ↑  ”Den politiske kannstöparen”. Musikverket. http://calmview.musikverk.se/CalmView/Record.aspx?src=CalmView.Performance&id=PERF29382&pos=65. Läst 14 maj 2016.
12. ↑  ”Spader knekt”. Musikverket. http://calmview.musikverk.se/CalmView/Record.aspx?src=CalmView.Performance&id=PERF29388&pos=66. Läst 14 maj 2016.
13. ↑  ”Teater, konst, litteratur”. Dagens Nyheter:  s. 5. 12 februari 1917. http://arkivet.dn.se/arkivet/tidning/1917-02-12/41/5. Läst 20 juli 2015.
14. 1 2  ”Teater och Musik: Lyckad premiär på Lilla Folkteatern”. Aftonbladet:  s. 12. 9 maj 1925. https://tidningar.kb.se/dxqtjw3q1t6d8f2/part/1/page/12. Läst 5 augusti 2025.
15. ↑  Manstad, Margit (1987). Och vinden viskade så förtroligt. Stockholm: Läsförlaget AB. sid. 98. Libris 7673797. ISBN 91-7902-067-4